# Persone di nome Sebastiano
| Questa pagina contiene informazioni ricavate automaticamente dalle voci biografiche con l'ausilio del template Bio e di un bot. L'aggiornamento è periodico e automatico e ricostruisce completamente la pagina. Se manca una persona in questa lista, sei pregato di non aggiungerla, ma accertati piuttosto che la sua voce biografica contenga il template Bio e che i dati anagrafici siano correttamente compilati. Se il template Bio manca, inseriscilo tu stesso o, in alternativa, metti l'avviso {{tmp\|Bio}} che ne segnala la mancanza. Se i dati riportati sono sbagliati, correggi direttamente la voce biografica; le modifiche saranno visibili in questa lista entro pochi giorni. Per chiarimenti vedi il progetto antroponimi. La lista contiene solo le 217 persone che sono citate nell'enciclopedia e per le quali è stato implementato correttamente il template Bio. Pagina aggiornata al 6 ago 2025. |

Questa è una lista di persone presenti nell'enciclopedia che hanno il nome Sebastiano, suddivise per attività principale.

## Allenatori di calcio(2)
- Sebastiano Buzzin, allenatore di calcio e calciatore italiano (Cormons, n. 1929 - Locarno, † 2007)
- Sebastiano Pinna, allenatore di calcio e ex calciatore italiano (Cagliari, n. 1971)

## Anatomisti(1)
- Sebastiano Richiardi, anatomista e zoologo italiano (Lanzo, n. 1834 - Marina di Pisa, † 1904)

## Arbitri di calcio(1)
- Sebastiano Peruzzo, ex arbitro di calcio italiano (Vicenza, n. 1980)

## Archeologi(1)
- Sebastiano Tusa, archeologo e politico italiano (Palermo, n. 1952 - Biscioftù, † 2019)

## Architetti(8)
- Sebastiano Agati, architetto, archeologo e storico dell'arte italiano (Siracusa, n. 1872 - Siracusa, † 1949)
- Sebastiano Cipriani, architetto italiano (Siena - Roma, † 1738)
- Sebastiano De Boni, architetto e pittore italiano (Villabruna, n. 1763 - † 1835)
- Sebastiano Ittar, architetto e incisore italiano (Catania, n. 1768 - Catania, † 1847)
- Sebastiano Larco Silva, architetto italiano (Tocopilla, n. 1901 - Santa Margherita Ligure)
- Sebastiano Giuseppe Locati, architetto italiano (Milano, n. 1861 - Milano, † 1939)
- Sebastiano da Lugano, architetto e scultore svizzero (Muzzano - Venezia, † 1528)
- Sebastiano Serlio, architetto e teorico dell'architettura italiano (Bologna - Fontainebleau)

## Archivisti(1)
- Sebastiano Nicastro, archivista italiano (Siracusa, n. 1880 - Prato, † 1923)

## Arcivescovi cattolici(2)
- Sebastiano Fraghì, arcivescovo cattolico italiano (Ozieri, n. 1903 - Oristano, † 1985)
- Sebastiano Nicotra, arcivescovo cattolico italiano (Sant'Alfio, n. 1855 - Sant'Alfio, † 1929)

## Attori(5)
- Sebastiano Colla, attore italiano (Velletri, n. 1972)
- Sebastiano Filocamo, attore, regista teatrale e conduttore radiofonico italiano (Messina, n. 1958 - Milano, † 2025)
- Sebastiano Lo Monaco, attore, produttore teatrale e drammaturgo italiano (Floridia, n. 1958 - Roma, † 2023)
- Sebastiano Nardone, attore italiano (Ortona, n. 1958)
- Sebastiano Somma, attore italiano (Castellammare di Stabia, n. 1960)

## Autori televisivi(1)
- Sebastiano Sandro Ravagnani, autore televisivo italiano (Roma, n. 1956 - Milano, † 2024)

## Avvocati(1)
- Sebastiano Catalano, avvocato, giornalista e scrittore italiano (Macchia di Giarre, n. 1928 - Acireale, † 2002)

## Banchieri(3)
- Sebastiano Balduini, banchiere e politico italiano (Genova, n. 1795 - Genova, † 1853)
- Sebastiano Mondolfo, banchiere e filantropo italiano (Trieste, n. 1796 - Milano, † 1873)
- Sebastiano Zametti, banchiere italiano (Lucca - Parigi, † 1614)

## Calciatori(7)
- Sebastiano Alicata, calciatore italiano (Carlentini, n. 1938 - Stoccolma, † 2020)
- Sebastiano Esposito, calciatore italiano (Castellammare di Stabia, n. 2002)
- Sebastiano Luperto, calciatore italiano (Lecce, n. 1996)
- Sebastiano Nela, ex calciatore e ex giocatore di calcio a 5 italiano (Rapallo, n. 1961)
- Sebastiano Ramasso, calciatore italiano (Sampierdarena)
- Sebastiano Rossi, ex calciatore italiano (Cesena, n. 1964)
- Sebastiano Vaschetto, calciatore italiano (Caselle Torinese, n. 1918 - Santena, † 2005)

## Cantanti(1)
- Sebalter, cantante e violinista svizzero (Faido, n. 1985)

## Cantautori(1)
- Sebastiano Occhino, cantautore e compositore italiano (Enna, n. 1951)

## Cardinali(5)
- Sebastiano Baggio, cardinale e arcivescovo cattolico italiano (Rosà, n. 1913 - Roma, † 1993)
- Sebastiano Galeati, cardinale e arcivescovo cattolico italiano (Imola, n. 1822 - Ravenna, † 1901)
- Sebastiano Martinelli, cardinale italiano (Borgo Sant'Anna, n. 1848 - Roma, † 1918)
- Sebastiano Antonio Pighini, cardinale e arcivescovo cattolico italiano (Arceto, n. 1500 - Roma, † 1553)
- Sebastiano Antonio Tanara, cardinale, arcivescovo cattolico e diplomatico italiano (Roma, n. 1650 - Roma, † 1724)

## Cestisti(1)
- Sebastiano Grasso, ex cestista italiano (Catania, n. 1978)

## Chimici(2)
- Sebastiano De Luca, chimico, naturalista e politico italiano (Cardinale, n. 1820 - Napoli, † 1880)
- Sebastiano Purgotti, chimico, matematico e filosofo italiano (Cagli, n. 1799 - Perugia, † 1879)

## Chirurghi(1)
- Sebastiano Bosio, chirurgo italiano (Palermo, n. 1929 - Palermo, † 1981)

## Ciclisti su strada(1)
- Sebastiano Torchio, ciclista su strada italiano (Asti, n. 1918 - Asti, † 1994)

## Compositori(5)
- Sebastiano Cherici, compositore italiano (Pistoia, n. 1647 - Pistoia, † 1704)
- Sebastiano Cognolato, compositore italiano (Milano, n. 1969)
- Sebastiano Festa, compositore italiano (Villafranca Piemonte - Roma, † 1524)
- Sebastiano Arturo Luciani, compositore, musicologo e critico cinematografico italiano (Acquaviva delle Fonti, n. 1884 - Acquaviva delle Fonti, † 1950)
- Sebastiano Nasolini, compositore italiano (Piacenza - Venezia)

## Condottieri(1)
- Sebastiano Paride Lodron, condottiero italiano (Salò, n. 1572 - Trento, † 1611)

## Critici cinematografici(1)
- Sebastiano Gesù, critico cinematografico italiano (Santa Venerina, n. 1946 - Catania, † 2018)

## Critici letterari(1)
- Sebastiano Aglianò, critico letterario, saggista e italianista italiano (Siracusa, n. 1917 - Siena, † 1982)

## Diplomatici(1)
- Sebastiano Cardi, diplomatico italiano (Roma, n. 1956)

## Direttori della fotografia(1)
- Sebastiano Celeste, direttore della fotografia italiano (Santa Croce di Magliano, n. 1940)

## Direttori di banda(1)
- Sebastiano Guzzi, direttore di banda e compositore italiano (Martirano, n. 1890 - Lamezia Terme, † 1968)

## Dirigenti d'azienda(1)
- Sebastiano Lombardi, dirigente d'azienda italiano (Washington, n. 1970)

## Dirigenti sportivi(2)
- Sebastiano Siviglia, dirigente sportivo, allenatore di calcio e ex calciatore italiano (Palizzi, n. 1973)
- Sebastiano Vecchiola, dirigente sportivo e ex calciatore italiano (San Benedetto del Tronto, n. 1970)

## Dogi(1)
- Sebastiano Venier, doge (Venezia - Venezia, † 1578)

## Filologi(1)
- Sebastiano Timpanaro, filologo classico, saggista e critico letterario italiano (Parma, n. 1923 - Firenze, † 2000)

## Filosofi(2)
- Sebastiano Maffettone, filosofo italiano (Napoli, n. 1948)
- Sebastiano Maturi, filosofo italiano (Amorosi, n. 1843 - Napoli, † 1917)

## Fisici(1)
- Sebastiano Sciuti, fisico italiano (Napoli, n. 1917 - Roma, † 2016)

## Fotografi(1)
- Sebastiano Bontempi, fotografo italiano (Brescia, n. 1972)

## Fumettisti(2)
- Sebastiano Craveri, fumettista e illustratore italiano (Torino, n. 1899 - Carmagnola, † 1973)
- Sebastiano Vilella, fumettista italiano (Bari, n. 1960)

## Funzionari(1)
- Sebastiano, funzionario bizantino

## Generali(6)
- Sebastiano di Borbone-Spagna, generale spagnolo (Rio de Janeiro, n. 1811 - Pau, † 1875)
- Sebastiano Giuseppe Danna, generale italiano (Savigliano, n. 1757 - Mantova, † 1811)
- Sebastiano Gallina, generale italiano (Cortemilia, n. 1873 - Orbassano, † 1945)
- Sebastiano, generale romano (Adrianopoli, † 378)
- Sebastiano, generale romano
- Sebastiano Visconti Prasca, generale italiano (Roma, n. 1883 - Monte Porzio Catone, † 1961)

## Geografi(1)
- Sebastiano Crinò, geografo italiano (Barcellona Pozzo di Gotto, n. 1877 - Firenze, † 1955)

## Geologi(1)
- Sebastiano Mottura, geologo e ingegnere italiano (Villafranca Piemonte, n. 1831 - Villafranca Piemonte, † 1897)

## Giocatori di baseball(1)
- Sebastiano Poma, ex giocatore di baseball italiano (Parma, n. 1993)

## Giocatori di curling(1)
- Sebastiano Arman, giocatore di curling italiano (Trento, n. 1997)

## Giornalisti(5)
- Sebastiano Barisoni, giornalista e conduttore radiofonico italiano (Roma, n. 1968)
- Sebastiano Caprino, giornalista e conduttore radiofonico italiano (Roma, n. 1917 - Milano, † 1945)
- Sebastiano Messina, giornalista, critico televisivo e saggista italiano (Catania, n. 1958)
- Nuccio Puleo, giornalista italiano (Catania, n. 1933 - Sardegna, † 2001)
- Nello Scavo, giornalista italiano (Catania, n. 1972)

## Giuristi(2)
- Sebastiano Napodano, giurista italiano (Napoli, n. 1298 - † 1362)
- Sebastiano Scarcella, giurista italiano (San Giovanni Rotondo, n. 1925)

## Hockeisti su ghiaccio(1)
- Sebastiano Soracreppa, hockeista su ghiaccio italiano (Bolzano, n. 1999)

## Imprenditori(1)
- Sebastiano Pappalardo, imprenditore italiano (Trecastagni, n. 1924 - Trecastagni, † 2010)

## Ingegneri(2)
- Sebastiano Favero, ingegnere italiano (Possagno, n. 1948)
- Sebastiano Grandis, ingegnere italiano (San Dalmazzo di Tenda, n. 1817 - Torino, † 1892)

## Letterati(2)
- Sebastiano Gandolfi, letterato italiano (Ischia di Castro - Roma, † 1555)
- Sebastiano Paoli, letterato, archeologo e antiquario italiano (Villa Basilica, n. 1684 - Napoli, † 1751)

## Mafiosi(4)
- Sebastiano Cannizzaro, mafioso italiano (Catania, n. 1954)
- Sebastiano Rampulla, mafioso italiano (Mistretta, n. 1946 - Milano, † 2010)
- Sebastiano Romeo, mafioso italiano (San Luca, n. 1931 - San Luca, † 1998)
- Sebastiano Strangio, mafioso italiano (San Luca, n. 1970)

## Magistrati(1)
- Sebastiano Bongiorno, magistrato e politico italiano (Cattolica Eraclea, n. 1949)

## Matematici(2)
- Sebastiano Canterzani, matematico e fisico italiano (Bologna, n. 1734 - Bologna, † 1818)
- Sebastiano Catania, matematico italiano (Catania, n. 1853 - Catania, † 1946)

## Medici(3)
- Sebastiano Calderini, medico italiano (Bibbiena - Firenze)
- Sebastiano Paoli, medico e enciclopedista italiano (Lucca, n. 1720 - Lucca, † 1796)
- Sebastiano dall'Aquila, medico e umanista italiano (L'Aquila)

## Mercanti(2)
- Sebastiano Montelupi, mercante e banchiere italiano (n. 1516 - Cracovia, † 1600)
- Sebastiano Ziani, mercante, politico e diplomatico italiano (Venezia - Venezia, † 1178)

## Mezzofondisti(2)
- Sebastiano Mazzara, ex mezzofondista italiano (Mistretta, n. 1975)
- Sebastiano Parolini, mezzofondista italiano (Alzano Lombardo, n. 1998)

## Militari(6)
- Sebastiano Bacchini, militare e aviatore italiano (Modena, n. 1915 - Son San Juan, † 1937)
- Sebastiano Bedendo, militare e aviatore italiano (Rovigo, n. 1895 - Ottiglio, † 1935)
- Sebastiano Castagna, militare e ingegnere italiano (Aidone, n. 1868 - Cusae, † 1938)
- Sebastiano Ledda, militare italiano (Monti, n. 1925)
- Sebastiano Scirè Risichella, militare italiano (Francofonte, n. 1890 - Asti, † 1981)
- San Sebastiano, militare romano (Narbona, n. 256 - Roma, † 288)

## Musicisti(2)
- Sebastiano Moratelli, musicista e compositore italiano (Noventa Vicentina, n. 1639 - Heidelberg, † 1706)
- Sebastiano Traetta, musicista e religioso italiano (Altamura)

## Navigatori(1)
- Sebastiano Caboto, navigatore, esploratore e cartografo italiano (Venezia - Londra, † 1557)

## Nobili(2)
- Sebastiano Ferrero, nobile italiano (Biella, n. 1438 - Gaglianico, † 1519)
- Sebastiano di Montecuccoli, nobile italiano (Lione, † 1536)

## Nuotatori(1)
- Sebastiano Ranfagni, ex nuotatore italiano (Rosenheim, n. 1985)

## Pallanuotisti(2)
- Sebastiano Di Caro, ex pallanuotista e allenatore di pallanuoto italiano (Siracusa, n. 1958)
- Sebastiano Di Luciano, pallanuotista italiano (Siracusa, n. 1992)

## Pallavolisti(3)
- Nello Greco, ex pallavolista italiano (Catania, n. 1953)
- Sebastiano Milan, pallavolista italiano (Treviso, n. 1995)
- Sebastiano Thei, pallavolista italiano (Trento, n. 1991)

## Patrioti(3)
- Sebastiano Bedolo, patriota italiano (Papozze, n. 1799 - Venezia, † 1877)
- Sebastiano Brigidi, patriota, politico e bibliotecario italiano (Montalcino, n. 1804 - Montalcino, † 1892)
- Sebastiano Montallegri, patriota e militare italiano (Faenza, n. 1784 - Huesca, † 1837)

## Pesisti(1)
- Sebastiano Bianchetti, pesista e discobolo italiano (Contigliano, n. 1996)

## Pittori(23)
- Sebastiano Bombelli, pittore italiano (Udine, n. 1635 - Venezia, † 1719)
- Sebastiano Carta, pittore e poeta italiano (Priolo Gargallo, n. 1913 - Roma, † 1973)
- Sebastiano Ceccarini, pittore italiano (Fano, n. 1703 - Fano, † 1783)
- Sebastiano Cima, pittore italiano (Milano, n. 1599 - Bergamo, † 1677)
- Sebastiano Conca, pittore italiano (Gaeta, n. 1680 - Napoli, † 1764)
- Sebastiano De Albertis, pittore italiano (Milano, n. 1828 - Milano, † 1897)
- Sebastiano Filippi, pittore italiano (Ferrara - Ferrara, † 1602)
- Sebastiano Florigerio, pittore italiano (Conegliano)
- Sebastiano Folli, pittore italiano (Siena, n. 1569 - † 1621)
- Sebastiano Galeotti, pittore italiano (Firenze, n. 1675 - Mondovì, † 1741)
- Sebastiano Ghezzi, pittore e architetto italiano (Comunanza, n. 1580 - † 1645)
- Sebastiano Lo Monaco, pittore italiano (Catania - Sortino)
- Sebastiano del Piombo, pittore italiano (Venezia, n. 1485 - Roma, † 1547)
- Sebastiano Mainardi, pittore italiano (San Gimignano, n. 1460 - Firenze, † 1513)
- Sebastiano Mazzoni, pittore, poeta e architetto italiano (Firenze, n. 1611 - Venezia, † 1678)
- Sebastiano Menzocchi, pittore e storico italiano (Forlì - Forlì)
- Sebastiano Milluzzo, pittore e scultore italiano (Catania, n. 1915 - Catania, † 2011)
- Sebastiano Paradiso, pittore e scultore italiano (Accettura, n. 1914 - Corleto Perticara, † 1983)
- Sebastiano Ricci, pittore italiano (Belluno, n. 1659 - Venezia, † 1734)
- Sebastiano Santi, pittore italiano (Venezia, n. 1789 - Venezia, † 1865)
- Sebastiano Aragonese, pittore e antiquario italiano (Ghedi, n. 1510 - † 1567)
- Sebastiano Taricco, pittore italiano (Cherasco, n. 1641 - Torino, † 1710)
- Sebastiano Vini, pittore italiano (Pesina - Pistoia, † 1602)

## Poeti(3)
- Sebastiano Bagolino, poeta italiano (Alcamo, n. 1562 - Alcamo, † 1604)
- Sebastiano Moretti, poeta italiano (Tresnuraghes, n. 1868 - † 1932)
- Sebastiano Satta, poeta, scrittore e avvocato italiano (Nuoro, n. 1867 - Nuoro, † 1914)

## Politici(16)
- Sebastiano Barbanti, politico italiano (Cosenza, n. 1976)
- Sebastiano Nicola Buonaparte, politico italiano (Ajaccio, n. 1683 - Ajaccio)
- Sebastiano Burgaretta Aparo, politico italiano (Avola, n. 1933 - Avola, † 2023)
- Sebastiano Cubeddu, politico italiano (Guidonia Montecelio, n. 1966)
- Sebastiano Del Buono, politico e sindacalista italiano (Firenze, n. 1858 - Firenze, † 1922)
- Sebastiano Di Lorenzo, politico italiano (Siracusa, n. 1922 - † 2009)
- Sebastiano Fogliato, politico italiano (Torino, n. 1967)
- Sebastiano Fulci, politico italiano (Messina, n. 1901 - † 1980)
- Sebastiano Fusconi, politico italiano (Ravenna, n. 1800 - Ravenna, † 1886)
- Sebastiano Montali, politico italiano (Messina, n. 1937)
- Nello Musumeci, politico italiano (Militello in Val di Catania, n. 1955)
- Sebastiano Neri, politico e magistrato italiano (Lentini, n. 1954)
- Sebastiano Sanzarello, politico e medico italiano (Mistretta, n. 1952)
- Sebastiano Spoto Puleo, politico italiano (Francofonte, n. 1940)
- Sebastiano Tecchio, politico italiano (Vicenza, n. 1807 - Venezia, † 1886)
- Sebastiano Vincelli, politico italiano (Melilli, n. 1930 - Roma, † 1999)

## Poliziotti(3)
- Sebastiano D'Immè, carabiniere italiano (Militello in Val di Catania, n. 1965 - Varese, † 1996)
- Sebastiano Grasso, carabiniere italiano (Catania, n. 1978)
- Sebastiano Proto, poliziotto italiano

## Presbiteri(8)
- Sebastiano Andreantonelli, presbitero e storico italiano (Ascoli Piceno, n. 1594 - Ascoli Piceno, † 1643)
- Sebastiano Ayala, presbitero, scrittore e politico italiano (Castrogiovanni, n. 1744 - Vienna, † 1817)
- Sebastiano Barozzi, presbitero, patriota e poeta italiano (San Fior, n. 1804 - Belluno, † 1884)
- Sebastiano Calvo Martínez, presbitero spagnolo (Gumiel de Izán, n. 1903 - Barbastro, † 1936)
- Sebastiano Ciampi, presbitero, filologo e slavista italiano (Pistoia, n. 1769 - Galluzzo, † 1847)
- Sebastiano Rumor, presbitero, letterato e storico italiano (Vicenza, n. 1862 - Gerusalemme, † 1929)
- Sebastiano Valfrè, presbitero italiano (Verduno, n. 1629 - Torino, † 1710)
- Sebastiano Zerbino, presbitero italiano (Carpeneto, n. 1838 - Molare, † 1910)

## Produttori discografici(1)
- Ice One, produttore discografico, rapper e disc jockey italiano (Torino, n. 1966)

## Religiosi(3)
- Sebastiano Aparicio, religioso spagnolo (A Gudiña, n. 1502 - Puebla de los Ángeles, † 1600)
- Sebastiano Maggi, religioso italiano (Brescia, n. 1414 - Genova, † 1496)
- Sebastiano Riera Coromina, religioso spagnolo (Ribes de Freser, n. 1913 - Barbastro, † 1936)

## Rugbisti a 15(1)
- Sebastiano Dusi, rugbista a 15 italiano (Brescia, n. 1989)

## Saggisti(2)
- Sebastiano Fusco, saggista, scrittore e traduttore italiano (n. 1944)
- Sebastiano Timpanaro senior, saggista italiano (Tortorici, n. 1888 - Pisa, † 1949)

## Sciatori alpini(1)
- Sebastiano Gastaldi, sciatore alpino argentino (Piove di Sacco, n. 1991)

## Scrittori(6)
- Sebastiano Addamo, scrittore e poeta italiano (Catania, n. 1925 - Catania, † 2000)
- Sebastiano Caracciolo, scrittore e saggista italiano (n. 1922 - † 2013)
- Sebastiano Consoli, scrittore, drammaturgo e archeologo italiano (Trecastagni, n. 1875 - Belpasso, † 1956)
- Sebastiano Mondadori, scrittore italiano (Milano, n. 1970)
- Sebastiano Nata, scrittore italiano (Roma, n. 1955)
- Sebastiano Vassalli, scrittore, poeta e giornalista italiano (Genova, n. 1941 - Casale Monferrato, † 2015)

## Scultori(2)
- Sebastiano Sebastiani, scultore italiano (Camerino - Recanati, † 1626)
- Sebastiano da Milano, scultore italiano (Osteno - Venezia)

## Sindacalisti(2)
- Sebastiano Bonfiglio, sindacalista e politico italiano (Erice, n. 1879 - Erice, † 1922)
- Sebastiano Schiavon, sindacalista e politico italiano (Ponte San Nicolò, n. 1883 - Padova, † 1922)

## Sollevatori(1)
- Sebastiano Mannironi, sollevatore italiano (Nuoro, n. 1930 - Bracciano, † 2015)

## Sovrani(1)
- Sebastiano I del Portogallo, re portoghese (Lisbona, n. 1554 - Alcazarquivir, † 1578)

## Storici(1)
- Sebastiano Fresta, storico e politico italiano (n. 1924 - Giarre, † 2012)

## Teologi(1)
- Sebastiano Giribaldi, teologo italiano (Porto Maurizio, n. 1643 - † 1720)

## Tiratori a volo(1)
- Sebastiano Molinari, tiratore a volo italiano (Fabriano, n. 1961)

## Traduttori(1)
- Sebastiano Fausto, traduttore italiano (Longiano, n. 1502 - Padova, † 1565)

## Umanisti(1)
- Sebastiano Erizzo, umanista e numismatico italiano (Venezia, n. 1525 - Venezia, † 1585)

## Vescovi cattolici(10)
- Sebastiano Alcaini, vescovo cattolico italiano (Venezia, n. 1748 - Venezia, † 1803)
- Sebastiano Cattaneo, vescovo cattolico e scrittore italiano (Milano, n. 1545 - Milano, † 1609)
- Sebastiano Dho, vescovo cattolico italiano (Frabosa Soprana, n. 1935 - Mondovì, † 2021)
- Sebastiano Ferrero-Fieschi, vescovo cattolico italiano (n. 1527 - † 1577)
- Sebastiano Perissi, vescovo cattolico italiano (Boccheggiano, n. 1631 - Grosseto, † 1701)
- Sebastiano de Rosa, vescovo cattolico italiano (Arzano, n. 1729 - Avellino, † 1810)
- Sebastiano Rosso, vescovo cattolico italiano (Chiaramonte Gulfi, n. 1912 - Chiaramonte Gulfi, † 1994)
- Sebastiano de Rubeis, vescovo cattolico e scrittore italiano (Burano - † 1542)
- Sebastiano Sanguinetti, vescovo cattolico italiano (Lula, n. 1945)
- Sebastiano Soldati, vescovo cattolico italiano (Padova, n. 1780 - Treviso, † 1849)

## Veterinari(1)
- Sebastiano Rivolta, veterinario e batteriologo italiano (Casalbagliano, n. 1832 - Torino, † 1893)

## Senza attività specificata(2)
- Sebastiano, romano (Narbona, † 413)
- Sebastiano Tessitore, ingegnere idraulico italiano